# Clea Lewis
Eraclea S. Lewis, detta Clea (Cleveland Heights, 19 luglio 1965), è un'attrice e cantante statunitense.
Figlia di una scrittrice e di un avvocato, ha frequentato l'Università Brown prima di dedicarsi alla recitazione.
Dal 2000 è sposata con Peter Ackerman da cui ha avuto due figli: Stanley (2002) ed Alvin (2005).

## Filmografia parziale

### Cinema
- Eroe per caso (Hero), regia di Stephen Frears (1992)
- La moglie di un uomo ricco (The Rich Man's Wife), regia di Amy Holden Jones (1996)
- Diabolique, regia di Jeremiah S. Chechik (1996)
- Perfect Stranger, regia di James Foley (2007)
- Motherhood - Il bello di essere mamma (Motherhood), regia di Katherine Dieckman (2008)
- I Love Shopping (Confessions of a Shopaholic), regia di P. J. Hogan (2009)
- Scambio a sorpresa - Life of Crime (Life of Crime), regia di Daniel Schechter (2013)

### Televisione
- Flying Blind - serie TV, 22 episodi (1992-1993)
- Friends – serie TV, episodio 1x01 (1994)
- Ellen – serie TV, 79 episodi (1994-1998)
- Maggie Winters - serie TV, 18 episodi (1998-1999)
- Law & Order - Unità vittime speciali (Law & Order: Special Victims Unit) - serie TV, episodio 9x18 (2008)
- Royal Pains – serie TV, 5 episodi (2015-2016)
- The Americans – serie TV, 4 episodi (2017)
- The Blacklist – serie TV, episodio 4x18 (2017)
- American Rust - Ruggine americana (American Rust) – serie TV, 4 episodi (2021)
- New Amsterdam - serie TV, episodio 5x09 (2022)

### Doppiaggio
- Pepper Ann - serie animata, 53 episodi; voce di Nicky Little (1997-2000)
- L'era glaciale 2 - Il disgelo (Ice Age: The Meltdown) - film d'animazione, voci varie (2006)
- L'era glaciale 3 - L'alba dei dinosauri (Ice Age: Dawn of the Dinosaurs) - film d'animazione, voci varie (2009)

## Doppiatrici italiane
Nelle versioni in italiano delle opere in cui ha recitato, Clea Lewis è stata doppiata da:
- Ilaria Stagni in Ellen
- Tatiana Dessi in Perfect Stranger
- Maddalena Vadacca in American Rust - Ruggine americana
- Tiziana Avarista in New Amsterdam

Da doppiatrice, è stata sostituita da:
- Monica Ward in Pepper Ann